# Angada
Angada é um personagem da mitologia hindu. Ele é um Vanara que ajudou Rama a achar Sita no epico Hindu Ramayana. Ele é também filho de Vali e Tara e neto de Sugriva.